# Región Central (Venezuela)
La Región Central de Venezuela es una de las 9 regiones político-administrativas en las que se encuentra dividido el país. La misma se localiza en el centro-norte del país, siendo conformada por los estados Aragua, Carabobo y Cojedes. Tiene como límites al Mar Caribe por el norte, la Región Capital y Región de los Llanos por el este, Región Centro Occidental por el oeste y por el sur a la Región de los Andes. La principal y más poblada ciudad de esta región es Valencia, en el Estado Carabobo, Venezuela 

## Historia
A todo el país, luego del comienzo de la era democrática, se es desarrollada una política de racionalización. Para el año 1969 gracias a decreto presidencial se da el primer elemento jurídico a partir del cual comenzaría la racionalización en todo el país. Dicho decreto crea la Región Central así como otras 8 regiones más en el país, además de sentar las bases para la creación de distintos organismos regionales.
En 1969 se creó con el nombre de Región Centro-Norte Costera, la cual estaba conformada por el Distrito Federal y los Estados Miranda, Carabobo y Aragua exceptuando el para entonces Distrito Urdaneta (hoy Municipio) de este último. Luego en 1979 tras una reforma legal, se separan el Distrito Federal y el Estado Miranda para conformar la Región Capital y se integran a la misma el Distrito Urdaneta del Estado Aragua y el Estado Cojedes; estos dos últimos territorios hasta entonces formaban parte de la Región de los Llanos Centrales.

## Geografía
La región está conformada por los estados Aragua, Carabobo y Cojedes. La misma ocupa unos 26 464 km2 de superficie. 
Límites de la Región Central
Limita al norte con una porción del Litoral Costero del Mar Caribe y con la Región Capital; limita al este con la Región Capital y parte de la Región de los Llanos; al oeste, con la Región Centro Occidental y al sur, con la Región de los Llanos y el estado Barinas

## Clima
Su clima no es uniforme, varía de acuerdo a la altitud de algunas zonas donde la temperatura media anual puede oscilar entre los 17 °C, en comparación a otro punto de la región donde la temperatura media anual puede estar entre los 28 °C.

## Hidrografía
Está representada por la cuenca del Lago de Valencia, que tiene por principales afluentes a los ríos: Aragua, Tocorón, Turmero, entre otros. La cuenca del río Pao que surte de agua potable a la región Central.

## Economía
La región Central es entre las 9 regiones del país, una de las 3 primeras en cuanto a desarrollo económico, las principales actividades están orientadas al sector secundario y terciario como lo son las grandes manufacturas establecidas en los ejes industriales de Valencia, Maracay y Tinaquillo  así como los servicios prestados en las grandes ciudades de la región como lo son la Banca, Transporte, entre otros.